# Saison 14 d'American Dad!
Chronologie
Saison 13 Saison 15
La quatorzième saison d'American Dad! a été diffusée pour la première fois aux États-Unis sur la chaîne TBS du 7 novembre 2016 au 11 septembre 2017.

En France, elle a été diffusée pour la première fois à la télévision sur NRJ 12.

## Épisodes
| № | #  | Titre                                                            | Réalisation                    | Scénario                     | Première diffusion | Code de prod. | Audience |
| --- | -- | ---------------------------------------------------------------- | ------------------------------ | ---------------------------- | ------------------ | ------------- | -------- |
| 213 | 1  | Une fête sans fin Father's Daze                                  | Chris Bennett                  | Jordan Blum et Parker Deay   | 7 novembre 2016    | BAJN01        | 1,00     |
| Comme dans le film «Un jour sans fin», Stan se réveille chaque matin le jour de la même fête des pères, en effet il efface les dernières 24 heures de sa famille avec un appareil spécial que Dick lui a offert, il n'efface cependant pas la sienne et celle de Klauss.                                                                          |    |                                                                  |                                |                              |                    |               |          |
| 214 | 2  | Destination Paris Fight and Flight                               | Josue Cervantes                | Jeff Kauffmann               | 14 novembre 2016   | BAJN02        | 0,97     |
| Après d'avoir obtenu 0/20 a un contrôle, Steve décide de devenir pilote d'avion, Pendant ce temps Klauss essaie d'avoir de nouvelles chaussures... |    |                                                                  |                                |                              |                    |               |          |
| 215 | 3  | Ragi-baba The Enlightenment of Ragi-Baba                         | Shawn Murray                   | Joe Chandler et Nic Wegener  | 21 novembre 2016   | BAJN03        | 1,12     |
| Roger se transforme en un leader spirituel et établit son propre culte. Stan et Steve sont quant à eux devenus les chefs d'un restaurant japonais... |    |                                                                  |                                |                              |                    |               |          |
| 216 | 4  | De l'art ou du cochon Portrait of Francine's Genitals            | Rodney Clouden                 | Steve Hely                   | 28 novembre 2016   | BAJN04        | 1,08     |
| Un tableau représentant les parties intimes de Francine est exposé dans un musée... |    |                                                                  |                                |                              |                    |               |          |
| 217 | 5  | Grand-père mais pas trop ! Bahama Mama                           | Jansen Yee                     | Zack Rosenblatt              | 5 décembre 2016    | BAJN05        | 1,10     |
| Stan est contrarié à l'idée de devenir grand-père après qu'Hayley et Jeff aient annoncé qu'ils essayaient d'avoir un bébé. Steve et Klaus se joignent à un gang de drogués... |    |                                                                  |                                |                              |                    |               |          |
| 218 | 6  | Trois jours de bonheur Roger's Baby                              | Joe Daniello                   | Teresa Hsiao                 | 12 décembre 2016   | BAJN06        | 1,16     |
| Hayley découvre ce qu'est une grossesse après que Roger ait accepté de redonner vie à Jeff pour qu'il puisse être à nouveau humain. Snot est blessé par certaines décisions prises par son ami Steve... |    |                                                                  |                                |                              |                    |               |          |
| 219 | 7  | Le père noël est une raclure Ninety North, Zero West             | Pam Cooke & Valerie Fletcher   | Brett Cawley & Robert Maitia | 19 décembre 2016   | BAJN07        | 1,02     |
| Steve a été enlevé et emmené au pôle Nord. La famille Smith part sans attendre à son secours... |    |                                                                  |                                |                              |                    |               |          |
| 220 | 8  | Avions et petites voitures Whole Slotta Love                     | Chris Bennett                  | Charles Suozzi               | 10 avril 2017      | BAJN08        | 0,93     |
| Francine pense que Stan la trompe avec une de ses collègues. Roger devient hôtesse de l'air... |    |                                                                  |                                |                              |                    |               |          |
| 221 | 9  | La magie du sang The Witches of Langley                          | Jansen Yee                     | Joe Chandler & Nic Wegener   | 17 avril 2017      | BAJN09        | 0,97     |
| Steve et sa bande n'ont plus de table disponible à la cafétéria... |    |                                                                  |                                |                              |                    |               |          |
| 22 | 10 | Un poisson sous le capot A Nice Night for a Drive                | Josue Cervantes                | Sam Brenner                  | 24 avril 2017      | BAJN10        | 1,01     |
| Stan ne souhaite pas payer pour soigner Klauss... |    |                                                                  |                                |                              |                    |               |          |
| 223 | 11 | Le castor et le faucon Casino Normale                            | Shawn Murray                   | Tim Saccardo                 | 1er mai 2017       | BAJN11        | 0,94     |
| Francine se change en méchante sexy. |    |                                                                  |                                |                              |                    |               |          |
| 224 | 12 | Bazooka Steve                                                    | Rodney Clouden                 | Joel Hurwitz                 | 29 mai 2017        | BAJN12        | 0,98     |
| Roger force Hayley devenir chauffeuse de taxi pour qu'elle lui rembourse ses dettes de jeu. |    |                                                                  |                                |                              |                    |               |          |
| 225 | 13 | Le camp du bonheur Camp Campawanda                               | Tim Parsons & Jennifer Graves  | Kirk J. Rudell               | 5 juin 2017        | BAJN08        | 0,89     |
| Snot devient apprenti conseiller. |    |                                                                  |                                |                              |                    |               |          |
| 226 | 14 | Julia Rogerts                                                    | Joe Daniello                   | Kathryn Borel                | 12 juin 2017       | BAJN14        | 0,91     |
| Grimé en Julia Roberts, Roger s'enfuit dans une petite ville. |    |                                                                  |                                |                              |                    |               |          |
| 227 | 15 | La vie trépidante de Stan Smith The Life and Times of Stan Smith | Pam Cooke & Valerie Fletcher   | Jordan Blum & Parker Deay    | 24 juillet 2017    | BAJN15        | 0,85     |
| La famille se retrouve pour apprendre les résultats de l'examen de santé annuel de Stan. |    |                                                                  |                                |                              |                    |               |          |
| 228 | 16 | The Bitching Race The Bitchin' Race                              | Jansen Yee                     | Kirk J. Rudell               | 31 juillet 2017    | BAJN21        | 0,89     |
| 4 couples participent à une course pour tenter de remporter 1 million de dollars mais les choses ne se passent pas comme prévu, pendant ce temps Klauss reste a la maison regardant la course. |    |                                                                  |                                |                              |                    |               |          |
| 229 | 17 | Une affaire de famille Family Plan                               | Chris Bennett                  | Zack Rosenblatt              | 7 août 2017        | BAJN17        | 1,04     |
| Francine rêve d'avoir une grande famille. |    |                                                                  |                                |                              |                    |               |          |
| 230 | 18 | Une passe d'enfer The Long Bomb                                  | Josue Cervantes                | Brett Cawley & Robert Maitia | 14 août 2017       | BAJN18        | 0,93     |
| Stan et Hayley font équipe pour arrêter un complot terroriste. |    |                                                                  |                                |                              |                    |               |          |
| 231 | 19 | Kloger                                                           | Shawn Murray                   | Teresa Hsiao                 | 21 août 2017       | BAJN19        | 0,88     |
| Roger et Klaus sont en couple pendant que Steve cherche à éviter les cours de sport... |    |                                                                  |                                |                              |                    |               |          |
| 232 | 20 | Stan l'éboueur Garbage Stan                                      | Rodney Clouden                 | Paul Stroud                  | 28 août 2017       | BAJN20        | 1,00     |
| Steve décide de devenir un éboueur mais Stan n'est pas de cet avis, pendant ce temps Hayley veut devenir une joueuse de billard professionnelle... |    |                                                                  |                                |                              |                    |               |          |
| 233 | 21 | Le talentueux Mr. Dingleberry The Talented Mr. Dingleberry       | Tim Parsons et Jennifer Graves | Jeff Kauffmann               | 4 septembre 2017   | BAJN16        | 0,86     |
| À l'aide de Roger, déguisé en marionnette Steve réussi, mais des crimes sont commis, on apprend lorsque Steve rend visite à une personne dans un asile, que la marionnette est dangereuse, mais Dingleberry veut réussir sa dernière mission, tuer Snot, pendant ce temps Francine, Stan, Klauss et Hayley se lancent dans la production de miel. |    |                                                                  |                                |                              |                    |               |          |
| 234 | 22 | À l'ouest vers le Mexique West to Mexico                         | Joe Daniello                   | Brian Boyle                  | 11 septembre 2017  | BAJN22        | 0,86     |
| La série est ré-imaginée comme étant un épisode Western. |    |                                                                  |                                |                              |                    |               |          |